# Leon Smoleński
Leon Smoleński pseud. Zeus (ur. 7 kwietnia 1922 w Wilnie, zm. 12 stycznia 1995 w Szczecinie) – żołnierz AK i WiN, podporucznik czasu wojny, dowódca 3 szwadronu 5 Wileńskiej Brygady AK w 1946.

## Życiorys
Od śmierci ojca w 1935 mieszkał z rodziną w Starej Wilejce, gdzie był uczniem gimnazjum im. H. Sienkiewicza. Po ataku ZSRR na Polskę IX 1939 zgłosił się do oddziału KOP, z którym dotarł do granicy z Litwą, po czym wrócił do Wilna. Od 1940 mieszkał z matką w Trokienikach. W 1942 wstąpił do Armii Krajowej pod pseudonimem "Zeus". Od grudnia 1943 w 5 Brygadzie Wileńskiej AK rtm (później mjr) Zygmunta Szendzielarza "Łupaszki". Początkowo był żołnierzem 4 szwadronu Brygady dowodzonego przez por. Mariana Plucińskiego "Mścisława". Brał udział we wszystkich walkach Brygady na Wileńszczyźnie, m.in. bitwie z Niemcami pod Worzianami 31 I 1944 i ze zgrupowaniem partyzantki sowieckiej pod Radziuszami 2 II 1944.
Po zajęciu Wileńszczyzny przez Armię Czerwoną w lipcu 1944 wraz z "Łupaszką" przedostał się na Podlasie. Członek oddziału działającego w obwodach Wołkowysk i Bielsk Podlaski. Po odtworzeniu Brygady w kwietniu 1945 ponownie przydzielony do szwadronu "Mścisława". Jesienią 1945 wraz z Brygadą przeniósł się na Pomorze Gdańskie. Na początku 1946 walczył w patrolu dywersyjnym Brygady dokonującym akcji zaopatrzeniowych i likwidacyjnych. Po ponownym wyjściu w pole Brygady w kwietniu 1946 został zastępcą dowódcy 4 szwadronu Henryka Wieliczki "Lufy" w stopniu wachmistrza, następnie dowódcą nowo utworzonego 3 szwadronu w stopniu podporucznika. W czerwcu 1946 przeprowadził wiele akcji zaopatrzeniowych, m.in. 8 VI wraz z grupą ppor. Zdzisława Badochy "Żelaznego" rozbroił 10 czerwonoarmistów. W nocy na 30 VI szwadron dowodzony przez "Zeusa" rozbroił posterunek MO w Stawigudzie i rozstrzelał funkcjonariusza UB Czesława Krawula vel Krewseta przydzielonego do komisji wyborczej w referendum. 11 VII 1946 w leśniczówce Śmieszny Kąt schwytał i rozstrzelał 3 funkcjonariuszy PUBP w Ostródzie. 31 VII w Kasparusie ujął i rozstrzelał funkcjonariusza PUBP w Starogardzie Franciszka Rybińskiego i sołtysa Franciszka Bukowskiego - członka PPR współpracującego z UB. 18 VIII k. leśniczówki Kosowa Niwa zlikwidował gajowego współpracującego z UB. W nocy na 16 w Śliwicach ujął i rozstrzelał 2 funkcjonariuszy PUBP w Tucholi i towarzyszącego im milicjanta. 23 IX we wsi Kaszuba ujął i rozstrzelał kierownika robót melioracyjnych będącego agentem UB, w nocy na 24 IX przeprowadził nieudaną próbę likwidacji członka ORMO współpracującego z UB. 24 IX w kolonii Budy wraz ze szwadronem Olgierda Christy "Leszka" wziął udział w walce z grupą operacyjną PUBP w Chojnicach, w której zginął 1 partyzant, 2 zostało rannych, a 1 dostał się do niewoli. 17 X k. wsi Mokre wraz ze szwadronem "Leszka" rozbroił 3 milicjantów. 
W marcu 1947 "Zeus" ujawnił się w Gdańsku w ramach tzw. amnestii i osiadł w Szczecinie. 3 VI 1948 aresztowany przez funkcjonariuszy WUBP w Szczecinie i na 3 lata osadzony w areszcie śledczym; zwolniony 9 VI 1951. Pochowany na cmentarzu Centralnym w Szczecinie.

## Odznaczenia
- Krzyż Walecznych
- Krzyż Armii Krajowej
- Medal Wojska